# Carl Marinus Jensen
Carl Marinus Jensen (13. september 1882 i Dronninglund – 4 april 1942 på Frederiksberg i København) var en dansk professionel bryder.
Carl Marinus Jensen deltog som dansk repræsentant ved de olympiske sommerlege i 1908 (Men's Light-Heavyweight, Greco-Roman) og vandt bronze i letsværvægtsklassen i en alder af 25 år. (Den ene ud af kun fem medaljer samlet for Danmark). Vægtklassen var op til 93 kg, skønt Jensen kun vejede 85 kg. Brydningskampene fandt sted i Empress Hall, London i perioden 21-24 juli 1908.
Carl Marinus Jensen var medlem af Athletklubben Thor, som lå i København.
Carl vandt desuden danmarksmesterskabet i sværvægt og var samtidig én af de første, der var perfekt i smidighedsbælte og sejrede 1906 i et international stævne i Milano ved at kaste alle sine modstandere på dette greb.
Udover sine sportspræstationer som bryder var Carl også brandmester i København. Carl døde det år, hvor han ville være blevet 60 år den 4. april 1942 på Frederiksberg.

## Officielle præstationer[5]
- 1905 – DM – 2. placering – sværvægt
- 1906 – DM – 2. placering – sværvægt
- 1907 – DM – 1. placering sværvægt
- 1907 – EM – 1. placering – +85 kg
- 1907 – VM – 4. placering – +85 kg
- 1908 – DM – 1. placering – sværvægt
- 1908 – OL – 6. sværvægt
- 1908 – OL – 3. placering – letsværvægt
- 1909 – DM – 3. placering – sværvægt